# Carol Corfanta
Carol Corfanta (n.13 octombrie 1935, Petroșani - d. 24 noiembrie 2019, București) a fost un regizor român.
Absolvent de IATC în 1969, a realizat în special filme utilitare de scurt metraj. Singurul lung metraj de ficțiune este Serenadă pentru etajul XII (1976).

## Filmografie
- Politică cu... delicatese (1964) - asistent de regie
- Mofturi 1900 (1965) - asistent de regie
- Calea Victoriei sau cheia visurilor (1966) - asistent de regie
- Brigada Diverse intră în acțiune (1970) - regizor secund
- Brigada Diverse în alertă! (1971) - regizor secund
- B.D. la munte și la mare (1971) - regizor secund
- Serenadă pentru etajul XII (1976)